# Forêts de bouleaux et prairies d'altitude scandinaves
Localisation
Les forêts de bouleaux et prairies d'altitude scandinaves forment une écorégion terrestre définie par le fonds mondial pour la nature (WWF). Elle fait partie du biome toundra dans l'écozone paléarctique. Elle occupe environ 243 200 km2 intégralement dans les alpes scandinaves. Cette superficie est répartie entre la Norvège, la Suède et la Finlande. Elle est bordée par des écorégions de plus basses altitudes dont en particulier la Taïga scandinave et russe.